# Claudon (patronyme)
Pour les articles homonymes, voir Claudon (homonymie).
Cette page présente le nom de famille Claudon ainsi que ses variantes.
Claudon est un patronyme français très présent dans l'est de la France, et en particulier dans le département des Vosges.

## Étymologie
Claudon est une variante hypocoristique, du nom de baptême Claude (prénom). C'était à l'origine un prénom très courant dans les Vosges après le Moyen Âge, qui s'est répandu en Lorraine. 
La terminaison « on » étant la marque du féminin, Claudon pouvait être un prénom féminin, comme le sont « Marion », hypocoristique de Marie, « Jeannon » ou « Jeanneton », de Jeanne, mais est comme Claude un prénom épicène (tant masculin que féminin).
Le prénom Claude provient de « Claudus », mot latin signifiant « boiteux », popularisé grâce à divers consuls et empereurs romains du nom de Claudius dont un aurait été boiteux, comme Tiberius Claudius Nero Caesar Drusus.
Puis Claudon est devenu un patronyme au XVIe siècle.

## Les patronymes vosgiens
Selon les statistiques établies par les éditions Archives et Culture dans leur ouvrage Les noms de famille des Vosges (2008), parmi les 100 noms vosgiens les plus courants, 43 % sont des prénoms et 20 % sont des dérivés de prénoms ou des prénoms composés, soit une grande majorité de 63 % de patronymes vosgiens construits sur des noms de baptême. Exemples :
- Anciens prénoms :
  - Absalon (ancien prénom du XVIIe siècle)[5],[6]
  - Amé et Amet (anciens prénoms du XVIIe siècle, variantes de Aimé[7],[8]
  - Mansuy (ancien prénom au XVIIe siècle)[9],[10]

- Dérivés de prénoms :
  - dérivé de Aubert (ancien prénom) : Aubertin (homonymie)
  - dérivés de Claude : Claudel et Claudon
  - dérivés de Demenge : Demange, Grandemange, Petitdemange, Grosdemange, Mougel, Mougin, Mangin, Mengin, Mangel
  - dérivé de Georges : Georgel (homonymie)
  - dérivé de Guillaume : Villaume, Villaumé, Vuillaume
  - dérivés de Nicolas : Colle, Collé, Colin et Collin, Grandcolas, Groscolas
  - dérivés de Pierre : Pierrel, Pierrat, Perrin
  - dérivé de Quirin (ancien prénom au XVIIe siècle) : Curien
  - dérivé de Rémy : Remy
  - dérivés de Thierry : Thiriet, Thirion, Thiriot, Thieriot
  - Grandjean, Petitjean, Grosjean, Grandidier, Grandgirard, Grandmougin
  - Claudepierre, Clémentdemange, Didierjean, Didierlaurent, Didierlemaire, Humbertclaude, Jeandemange, Jeangeorges, Mangeonjean